# Багратиони, Александр
Алекса́ндр Ира́клиевич Багратио́ни (груз. ალექსანდრე; 1770—1844) — грузинский царевич, претендент на царский трон Картли-Кахетинского царства (1800—1832).

## Биография
Представитель грузинского царского дома Багратионов. Сын Ираклия II (1720—1798), царя Кахети (1744—1798) и Картли (1762—1798), от третьего брака с Дареджан Дадиани (1738—1807).

## Первые годы
Воспитывался католическими миссионерами при дворе своего отца. С раннего возврата Александр принимал участие в управлении государством. В 1793 году отец назначил его губернатором пограничной Казахской области. В следующем 1794 году Александр Ираклиевич получил в удельное владение провинцию Сомхити. В это же время Ираклий II отправил своего сына Александра во главе войска на помощь имеретинскому царю Соломону II в борьбе против его соперника Давида.
В 1795 году царевич Александр Ираклиевич возглавил грузинский контингент и выступил на помощь союзному карабахскому хану Ибрагиму Халил-хану, чтобы оказать ему помощь при отражении иранского вторжения. В июне союзники Александр и Ибрагим Халил-хан успешно руководили обороной Шушинской крепости, которую безуспешно осаждал с огромной армией персидский шах Ага Мохаммед Шах Каджар. Из Карабаха Ага Мохаммед Шах Каджар вторгся в Грузию и страшно её опустошил. Небольшое грузинское войско под командованием царя Ираклия II было наголову разгромлено превосходящими силами персидской армии в Крцанисской битве. Тбилиси был взят, разграблен и полностью разрушен.
Царевич Александр, недовольный политикой престарелого отца по сближению с Российской империей, выступал за восстановление вассальной зависимости Картли-Кахетинского царства от Персии. После поражения 75-летний Ираклий удалился в Телави, оставив Александра руководить восстановлением Тбилиси.

## Борьба за царский трон
В январе 1798 года в Телави скончался 77-летний Ираклий II, оставивший после себя семерых сыновей. По завещанию Ираклия новым царём Картли-Кахетинского царства был провозглашён его старший сын Георгий XII (1746—1800), единокровный брат Александра. Однако часть грузинской знати выступала за кандидатуру его младшего брата, царевича Юлона (1760—1816). Георгий XII стремился закрепить царский трон за своими сыновьями. В 1799 году по просьбе Георгия XII российский император Павел I Петрович официально признал его старшего сына Давида наследником трона. Это вызвало недовольство царевичей Юлона, Вахтанга, Александра и Фарнаваза, младших братьев Георгия XII. Александр стал одним из лидеров оппозиции против нового царя. Его активно поддерживала мать Дареджан Дадиани.
Конфликт между сыновьями Ираклия назревал ещё при жизни отца, а теперь превратился в открытую конфронтацию. Тяжелобольной и некомпетентный царь Георгий XII опирался на поддержку Российской империи. Александр Ираклиевич подозревал, что русское военное присутствие в Восточной Грузии в дальнейшем приведёт к полной аннексии Картли-Кахетинского царства. В 1799 году царевич Александр Ираклиевич бежал из Тбилиси в Дагестан к Омар-хану, правителю аварцев, рассчитывая на поддержку иранского шаха Али-шаха Каджара.
Новый иранский шах Фетх Али-шах Каджар (1797—1834), признав Александра вали (правителем) Грузии, пообещал ему свою военную помощь в борьбе за грузинский царский престол. Александр стал собирать верные отряды и выступил с обращением к грузинскому населению, пытаясь оправдать свой новый союз с врагами Грузии. Царевич даже принёс клятву на могиле Святой Нины, что аварское войско не будет опустошать страну, а поможет ему в борьбе за царский трон. В это же время Александр направил письма матери и братья, заверяя их, что вскоре они будут спасены от русского владычества.
В ноябре 1800 года царевич Александр и Омар-хан с аварским войском вторглись в Кахетию, но потерпели поражение от объединённых сил русско-грузинской армии в битве на реке Иори. Правитель Аварии Омар-хан был ранен в сражении и бежал в дагестанские горы, а царевич Александр с последователями отступил к Халил-хану в Карабах, а затем в Дагестан. Получив информацию о разгроме своих союзников, персидский шах Фатх Али не стал приступать к запланированному вторжению в Грузию и остановил свою армию в Тебризе. Русские власти объявили царевича Александра изменником.
В сентябре 1801 года российский император Александр Павлович издал манифест о ликвидации Картли-Кахетинского царства и введении в Восточной Грузии русской администрации. Русское правительство начало депортацию членов грузинской царской семьи вглубь России. Это вызвало недовольство многих грузинских царей и князей, которые подняли восстание. Царевичи Юлон и Фарнаоз Ираклиевичи, братья Александра, бежал к имеретинскому царю Соломону, а их племянник Теймураз Георгиевич отправился в Дагестан, где присоединился к своему дяде Александру.
В 1803 году российский император Александр I Павлович назначил командующим русского военного контингента в Грузии князя Павла Дмитриевича Цицианова. В своём письме, направленному князю П. Д. Цицианову, царевич Александр радовался тому, что «сын грузинской земли» был назначен командиром русского корпуса в Грузии и обещал перейти под протекторат России. В ответ Павел Цицианов отправил отряды в Джаро-Белоканскую область, где у дагестанцев проживали царевичи Александр и Теймураз. Оба царевича бежали в иранский Тебриз. Здесь Александр поселился при дворе Аббас-Мирзы, старшего сына Фетх Али-шаха и наместника Иранского Азербайджана.
В 1804 году в начале русско-иранской войны царевичи Александр и Теймураз приняли участие в походе реформированной персидской армии. Александр стал старшим советником наследного принца Аббас-Мирзы, а его племянник Теймураз был назначен командиром артиллерии. В это же время Александр отправил своих эмиссаров в Мтиулети и Осетию, сообщая местным жителям, что вскоре прибудет туда во главе персидской армии, чтобы освободить их из-под российского владычества. 20 июня 1804 года русские войска нанесли решительное поражение иранской армии в битве под Эчмиадзином.
В 1810 году царевич Александр принял участие в запланированном турецко-персидском вторжении в Грузию. Его вторжение должны были поддержать бывший имеретинский царь Соломон II и царевич Леон, племянник Александра. Однако османская мобилизация было отложена, а иранское войско было разбито русскими у Ахалкалаки. Едва избежав плена, Александр бежал в Тебриз, а Соломон укрылся в Трапезунде.
В сентябре 1812 года Александр отправил в Кахетию около 100 сторонников для активизации антирусского движения в регионе. Отряды грузинских повстанцев и дагестанцев потерпели поражение от русской армии под командованием генерал-майора, князя Дмитрия Орбелиани, в ноябре 1812 года. По сведениям британского офицера Уильяма Монтейта, который лично знал Александра и сопровождал его во время рейда в Грузию, из-за недостатка средств для уплаты аварцам царевич разрешал им брать грузин в рабство. Александр потерпел неудачу и бежал к хевсурам. Русские отряды опустошили хевсурские аулы и вынудили Александра уйти в Дагестан. В 1818 году, несмотря на русские пикеты, царевич Александр пробрался через грузинскую территорию в Ахалцихе, а оттуда добрался до персидской границы, где шах назначил ему пенсию и передал во владение некоторые армянские села под городом Салмас.
С помощью своего друга иранского кронпринца Аббас-Мирзы и армянского католикоса Ефрема Александр женился на Мариам, дочери Исаака Агамаляна, главного армянского мелика Ереванского ханства. Персидские власти надеялись, что этот брак поможет Александру добиться поддержки армян в борьбе против России. Во время своего проживания в Персии царевич Александр поддерживал контакты с европейскими дипломатами и путешественниками.
Позднее царевич Александр Багратиони, командуя отрядами дагестанских наёмников,  пытался организовать антирусские восстания в различных провинциях Грузии. Однако Александр не пользовался поддержкой знати и большинства населения.
В 1832 году несколько грузинских дворян организовали заговор с целью переворота в Грузии и избавления от российского владычества. Согласно их плану, главные русские чиновники должны были приглашены на бал в Тбилиси, где они должны были быть арестованы или убиты. Затем мятежники планировали предложить царскую корону Грузии царевичу Александру. Однако заговор был раскрыт, и его лидеры были арестованы.
В 1844 году царевич Александр скончался в крайней нищете в Тебризе. Его похоронили в местной армянской церкви.

## Семья и дети

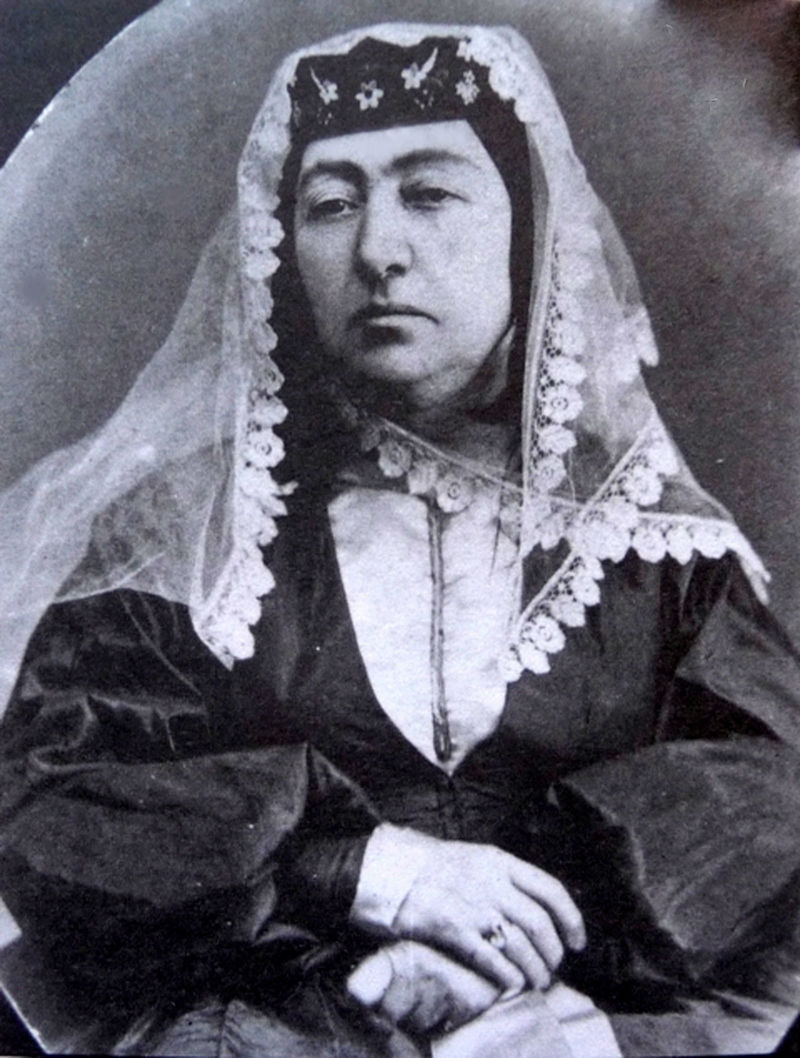
Мария Исааковна, жена

Первоначально при жизни своего отца в 1790 году Александр был обручён с кабардинской княжной Ниной из клана Мисостовых. Княжна прибыла в Тбилиси и приняла православную веру, но скончалась до заключения брака.
В 1825 году Александр в Ереване женился на Мариам (1808—1882), дочери армянского сановника Саака Мелика-Агамаляна. В 1827 году Мариам вместе со своим сыном Ираклием поселилась в Ереване, который вскоре был завоёван Россией. В 1834 году русское правительство приказало ей переехать в Санкт-Петербург, где она стала известна как царевна Мария Исааковна Грузинская и проживала на государственную пенсию до своей смерти в 1882 году. С 1837 года кавалерственная дама ордена Св. Екатерины (меньшого креста).
Единственный сын Александра — Ираклий (1826—1882) сделал карьеру в российской армии. Он женился на грузинской княжне Тамаре Чавчавадзе (1852—1933), дочери генерал-лейтенанта, князя Давида Чавчавадзе. Дети:
- Елизавета (1870—1942), жена князя Мамуки Ивановича Орбелиани (1873—1924)
- Екатерина (1872—1917), жена подполковника, князя Ивана Дмитриевича Ратиева (1868—1958)
- Марьям (1876—1877)
- Александр (ок. 1877—1879)

Кроме того, Александр имел дочь Елизавету, которая вышла замуж за русского офицера-перебежчика Самсона Яковлевича Макинцева (Самсон-хана) (1776—1849), ставшего генералом персидской армии. Сын Самсон-хана — Джабраил-хан — впоследствии служил адъютантом иранского шаха Насреддина.